# Osservatorio di Erbil

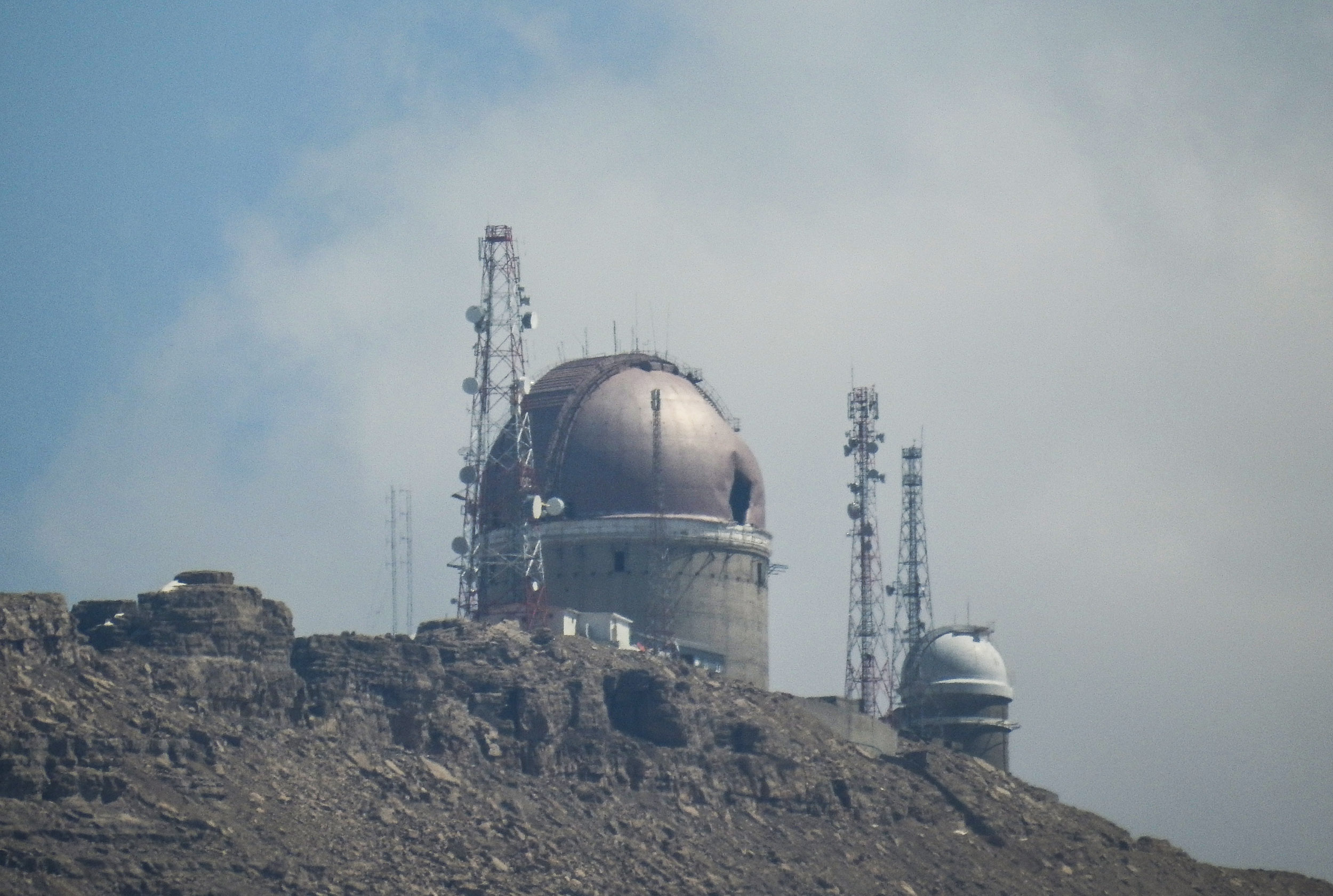
L'Osservatorio di Erbil nel 2017

L'Osservatorio di Erbil (in curdo Sorani: ڕوانگەی ئاسمانیی ھەولێر ; in arabo: مرصد أربيل ) è un osservatorio astronomico sito in Iraq nella Regione del Kurdistan, nel Governatorato di Erbil. La sua fondazione è stata decisa nel 1973, ma i lavori di costruzione non sono stati completati, per cui non è entrato in funzione.

## Storia
Nel 1973 il presidente iracheno Ahmed Hassan al-Bakr firmò un decreto per la costruzione dell'Osservatorio di Erbil. La struttura doveva sorgere sulla cima del monte Korek, a circa 60 Km in linea d'aria dalla città di Erbil, ad una quota di 2.127 metri ed essere dotata di due telescopi ottici e un radiotelescopio. Una volta entrato in funzione, sarebbe stato il più grande osservatorio astronomico del Medio Oriente.
All'inizio degli anni ottanta, numerosi tecnici ed operai di varie ditte svizzere e tedesche specializzate nella lavorazione dell’acciaio e delle parti ottiche (Baresel, Epple, Krupp, Liebherr e Zeiss) lavorarono alla costruzione degli strumenti, mentre altre persone si dedicarono alla costruzione delle strutture in muratura che dovevano ospitarli. Alla fine del 1983 furono eseguiti dei test sul telescopio ottico più piccolo. I lavori proseguirono nonostante la guerra Iran-Iraq. Nel cantiere lavoravano circa 400 persone provenienti da circa 10 paesi. Ogni volta che il personale tornava a casa per le vacanze invernali, il cantiere doveva prendere precauzioni di sicurezza a causa delle forti nevicate. Alla fine, la guerra rese impossibile terminare gli edifici. Le strutture parzialmente costruite furono danneggiate da missili iraniani lanciati nel 1985. Ulteriori danni furono provocati dall'aviazione statunitense nel 1991 durante la Guerra del Golfo. I danni sembrano tuttavia riparabili e l'Unione Astronomica Internazionale ha proposto dei piani per il recupero della struttura con il sostegno della comunità internazionale degli astronomi; questi piani tuttavia non sono stati ancora attuati per la difficile situazione del Paese.